# Conrad Schirokauer
Max Conrad Schirokauer (geboren 29. April 1929 in Leipzig; gestorben 19. September 2018 in Cleveland) war ein US-amerikanischer Historiker.

## Leben
Conrad Schirokauer war ein Sohn des Germanisten Arnold Schirokauer und der Publizistin Erna Selo-Moser. Seine Familie floh 1935 nach Italien und von dort 1939 in die USA. Sie lebten zunächst in Tennessee und dann in Baltimore, Maryland. Er besuchte die Williston Academy und studierte Geschichte am Yale College mit einem B.A. im Jahr 1950. Schirokauer leistete von 1955 bis 1957 seinen Wehrdienst, er heiratete 1956 die Emigrantin Lore Strich, sie hatten zwei Kinder. Er wurde 1960 mit einer Dissertation über die chinesische politische Philosophie des 12. Jahrhunderts an der Stanford University promoviert. Er widmete sich fortan der asiatischen Geschichte, insbesondere der chinesischen und japanischen. 
Schirokauer war von 1962 bis 1991 Hochschullehrer am City College of New York und wurde dort 1977 Full Professor. Nach seiner Emeritierung war er noch senior scholar und adjunct professor an der Columbia University.  

## Schriften (Auswahl)

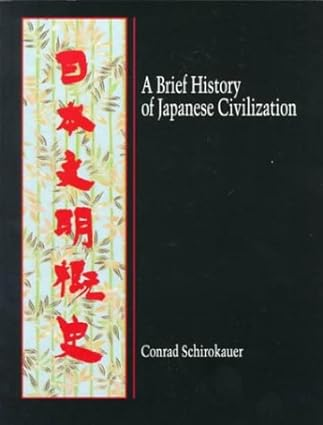
Japanese Civilization (1993)

- Ichisada Miyazaki: China's Examination Hell: The Civil Service Examinations of Imperial China. Übersetzung Conrad Schirokauer. New York: Weatherhill, 1976
- A Brief History of Chinese and Japanese Civilizations. New York: Harcourt Brace Jovanovich, 1978
  - Conrad Schirokauer: A brief history of chinese civilization. San Diego: Harcourt Brace Jovanovich, 1991; Thomson Wadsworth, 2007
  - A Brief History of Japanese Civilization. Fort Worth: Harcourt Brace Jovanovich College, 1993
- Chu Hsi's political career: A study in ambivalence
- Conrad Schirokauer, Robert P. Hymes (Hrsg.): Ordering the World: Approaches to State and Society in Sung Dynasty China. Berkeley: Univ. of California Press, 1993